# قائمة الأعلام حسب عدد الألوان

## من لون واحد
- ليبيا (1977–2011)
- سلطنة مسقط (1650–1820)
- العلم الأسود
- العلم الأخضر
- العلم الأحمر (توضيح)
- العلم الأبيض

## من لونين
انظر "أيضاً معرض أعلام بلونين  'في ويكيميديا كومنز
| - إمارة أبو ظبي - أديغيا - ألاباما - ألاسكا - ألبانيا - ألبانيا (حامل الراية المدنية) - الباكرك - ألفن آن دن راين - الأناركية النقابية - الأرجنتين (العلم المدني وحامل الراية) - أتلانتا - النمسا - البحرين - بنغلاديش - بنغلاديش (حامل الراية المدنية) - بيشكك - البحرية البرازيلية - بريمن - بريتاني - دوقية بريتاني - بوني العلم الأزرق - كندا - كتالونيا - أعلام السباق في سباقات السيارات - القوات البحرية التشيلية - البحرية الصينية - جمهورية الصين الشعبية - الجيش الصيني - تشوفاشيا - [[مجموعة البلدان الناطقة بالبرتغالية]] - كورنوال - جمهورية الكونغو الديمقراطية (2003-2006) - الدنمارك - الدنمارك (علم الدولة وحامل الراية) - البحرية الدنماركية - إمارة دبي - انجلترا - الاسبرانتو - الاتحاد الأوروبي - فنلندا - مجتمع الفلاندرز (بلجيكا) - كانتون فريبورغ (سويسرا) - جورجيا - اليونان - البحرية اليونانية - القوات الجوية اليونانية (بعد 1973) - غرينلاند - غواتيمالا (العلم المدني وحامل الراية) | - هاييتي(العلم المدني وحامل الراية) - هيس (ألمانيا) - هندوراس - هونغ كونغ - إيل-دو-فرانس - إنديانا - اندونيسيا - إسرائيل - جامو وكشمير - اليابان - (حامل الراية والبحرية اليابانية) - جولي روجر (علم القراصنة التقليدية) - كانتون جورا (سويسرا) - ولاية كاشين (ميانمار) - كازاخستان - كلنتن (ماليزيا) - كوريا الموحدة - قيرغيزستان - لاتفيا - مدينة لندن - كانتون لوسيرن - مقدونيا (اليونان) - جمهورية مقدونيا - مرسيليا - موريتانيا - مالطا - مقاطعة ميتا (كولومبيا) - ولايات ميكرونيسيا المتحدة - ميلان (إيطاليا) - منيابولس (مينيسوتا، الولايات المتحدة) - موناكو - المغرب - ميونخ - نابولي (إيطاليا) - ولاية نيو مكسيكو (الولايات المتحدة) - نيجيريا - جزيرة نورفولك - ولاية أوريغون (الولايات المتحدة) - فهغ (ماليزيا) - باكستان - بالاو - باريس (فرنسا) - فرليس (ماليزيا) - بيرو - فينيكس، أريزونا - علم سانت بيران من كورنوال | - بولندا - براغ (تشيكيا) - قطر - كيبيك (كندا) - روما - روتردام (هولندا) - ساخالين أوبلاست (روسيا) - المملكة العربية السعودية - اسكتلندا - كانتون شفيتس (سويسرا) - سياتل - الشارقة - سنغافورة - كانتون سولوتورن - الصومال - جنوب كارولاينا - الاتحاد السوفيتي اتحاد الجمهوريات السوفيتية الاشتراكية - إسبانيا (العلم المدني) - ستوكهولم - السويد - سويسرا - إقليم تانينثاريى، (ميانمار) - ترغكانو (ماليزيا) - كانتون تيتشينو (سويسرا) - تونغا - تونس - تركيا - أوكرانيا - الأمم المتحدة - مكتب مفوضية الولايات المتحدة لمصايد الأسماك (؟ - 1940) - إدارة مكتب التفتيش البحري والملاحة للولايات المتحدة الأمريكية مكتب التفتيش البحري والملاحة (1884-1946) - خدمات الأسماك والحياة البحرية في الولايات المتحدة - مفوضية المنائر في الولايات المتحدة (؟ - 1939) - المشرف العام على المنائر (؟ - 1939) - خدمات الصحة العامة في الولايات المتحدة - كانتون فاليه - فيينا - فيتنام - جنوب فيتنام - فولابوك - فالونيا (بلجيكا) - وارسو - واشنطن العاصمة - زاكينثوس (اليونان) - كانتون تسوغ - كانتون زيورخ - زفوله هولندا |

## من ثلاثة ألوان
- الاتحاد الأفريقي
- ألبانيا (حامل الراية البحرية)
- الجزائر
- الجزائر (حامل الراية البحرية)
- أمازوناس
- قالب:بيانات بلد أمستردام
- أنغولا
- أركنساس
- أرمينيا
- أروبا
- أستراليا
- أستراليا (حامل الراية المدنية)
- أستراليا (حامل الراية البحرية)
- إقليم العاصمة الأسترالية
- [[|]] إيراوادي إقليم
- جزر البهاما
- بنغلاديش (حامل الراية البحرية)
- بربادوس
- [[|]] برشلونة
- قالب:بيانات بلد الباسك
- [[|]] مقاطعة بيان-أولجي
- روسيا البيضاء
- بلجيكا
- بلجيكا (العلم المدني وحامل الراية)
- بلجيكا (دولة الراية)
- بنين
- برلين
- [[|]] كانتون برن
- بوليفيا
- البوسنة والهرسك
- بوتسوانا
- بروكسل
- بلغاريا
- بوركينا فاسو
- بوروندي
- بورياتيا
- كمبوديا
- الكاميرون
- كندا جاك البحرية كندا
- تشاد
- تشيلي
- جمهورية الصين
- جمهورية الصين الجيش علم تايوان
- [[|]] بالقوات البرية العلم لجيش التحرير الشعبى الصينى، جمهورية الصين الشعبية
- [[|]] سلاح الجو العلم لجيش التحرير الشعبى الصينى، جمهورية الصين الشعبية
- قالب:بيانات بلد كريستيان العلم المسيحي
- كولومبيا
- جمهورية الكونغو الديمقراطية
- جمهورية الكونغو
- كوستاريكا (العلم المدني وحامل الراية)
- كوت ديفوار
- كوبا
- كوراساو
- قبرص
- جمهورية التشيك
- داغستان
- قالب:بيانات بلد دونيتسك أوبلاست
- السلفادور (حامل الراية المدنية)
- إستونيا
- إستونيا (جاك البحرية)
- [[|]] جاك البحرية فنلندا
- فرنسا
- فرنسا (حامل الراية المدنية والبحرية)
- الغابون
- ألمانيا
- [[|]] الرئاسي علم اليونان
- غرينادا
- غرينادا (حامل الراية المدنية والدولة)
- قالب:بيانات بلد غيرنسي
- غينيا
- هاواي
- هوكايدو
- هنغاريا
- أيسلندا
- إنغوشيا
- إيران
- إيرلندا
- إيطاليا
- قالب:بيانات بلد جوهور
- قالب:بيانات بلد كالميكيا
- كاريليا
- [[|]] ولاية كايين
- خاباروفسك كراي
- قالب:بيانات بلد خانتي مانسي ذاتية الحكم اوكروج
- جمهورية كومي
- كوسوفو
- لاوس
- لبنان
- ليبيريا
- ليتوانيا
- لوكسمبورغ
- مدغشقر
- ماكاو
- قالب:بيانات بلد ماجلان
- [[|]] ماجدالينا
- مالاوي
- جزر المالديف
- مالي
- [[|]] ميامي
- ميسيسيبي
- منغوليا
- [[|]] الإدارة الوطنية للمحيطات والغلاف الجوي بتكليف فيلق (الولايات المتحدة الأمريكية)
- النيجر
- نبراسكا
- [[|]] وزارة نيمبوكو
- نكري سمبيلن
- نيبال
- هولندا (الأقدم الالوان الثلاثة)
- أوكروغ نينيتس الذاتية
- [[|]] نيوفاوندلاند ثلاثي الألوان
- مدينة نيويورك
- نيوزيلندا
- قالب:بيانات بلد شمال أوسيتيا-ألانيا
- [[|]] الإقليم الشمالي
- النرويج
- أوهايو
- عمان
- قالب:بيانات بلد أومسك أوبلاست
- بنما
- [[|]] Parthenopaean الجمهورية (نابولي)
- قالب:بيانات بلد بيراك
- قالب:بيانات بلد بيتسبرغ، بنسلفانيا
- قالب:بيانات بلد بويرتو ريكو
- [[|]] جمهورية متعلق بنهر الراين
- قالب:بيانات بلد رود ايلاند
- روديسيا
- [[|]] الجمهورية الرومانية (القرن ال18)
- رومانيا
- روسيا
- رواندا
- سراوق
- قالب:بيانات بلد سيلاند
- سلاغور
- صربيا (العلم المدني)
- سلوفاكيا
- سيراليون
- قالب:بيانات بلد سانت مارتن
- أوسيتيا الجنوبية
- [[|]] حامل الراية البحرية من فيتنام الجنوبية (1952-1975)
- [[|]] مقاطعة سبليت دالماتيا
- [[|]] مقاطعة تايتونج
- جمهورية الصين (تايوان)
- [[|]] تالاس إقليم
- تسمانيا
- تتارستان
- تينيسي
- تكساس
- تايلند
- تييرا ديل فويغو
- [[|]] المتحولين جنسيا كبرياء العلم
- ترينيداد وتوباغو
- توفا
- أودمورتيا
- المملكة المتحدة
- المملكة المتحدة (البحرية حامل الراية)
- المملكة المتحدة الراية الحكومة)
- المملكة المتحدة (حامل الراية الأهلية)
- الولايات المتحدة
- [[|]] (؟ - 1940) مكتب الولايات المتحدة لمصايد الأسماك
- [[|]] الولايات المتحدة الأمريكية مكتب الملاحة (1884-1946)
- [[|]] مسح سواحل الولايات المتحدة والجيوديسي (في الاستخدام 1899-1970)
- (؟ - 1915)  [[|]] بينانت من الولايات المتحدة إنقاذ حياة الخدمة
- (؟ -1939)  [[|]] بينانت من الولايات المتحدة منارة خدمة
- ويلز
- قالب:بيانات بلد ايومنغ
- أوكروغ يامالو-نينيتس الذاتية
- اليمن
- كراي عبر البايكال
- [[|]] مقاطعة Zavkhan

## من أربعة ألوان
- أفغانستان
- [[|]] وزارة أمازوناس
- الأرجنتين
- [[|]] جاك البحرية الأرجنتين
- أريزونا
- [[|]] أستانا
- أستراليا (الهواء القوة حامل الراية)
- أستراليا (حامل الراية الجوية المدنية)
- [[|]] علم رئيس البحرية من أستراليا
- أذربيجان
- قالب:بيانات بلد باشكورتوستان
- قياسي الرئاسي بيلاروس
- الجيش علم بلجيكا
- بلجيكا (حامل الراية البحرية)
- بلجيكا (الهواء القوة حامل الراية)
- بوتان
- البرازيل
- كولومبيا البريطانية
- بروناي
- قالب:بيانات بلد مقاطعة بوينس آيرس
- [[|]] الراية للقوات الجوية الملكية الكندية
- [[|]] العلم مجلس البحرية كندا
- [[|]] علم خفر السواحل الكندية
- علم الجامعة البحرية كندا
- الرأس الأخضر
- قالب:بيانات بلد المنطقة الوسطى (بابوا غينيا الجديدة)
- الشيشان
- الصين الراية من بحرية جيش التحرير الشعبى الصينى، جمهورية الصين الشعبية
- تشوبوت
- [[|]] تشوي إقليم
- كولومبيا (حامل الراية المدنية)
- كولورادو
- قالب:بيانات بلد دنفر، كولورادو
- جيبوتي
- تيمور الشرقية
- مصر
- مصر (علم الجيش)
- مصر (حامل الراية البحرية)
- إريتريا
- إثيوبيا
- غامبيا
- جورجيا (ولاية أمريكية)
- غانا
- غانا (حامل الراية المدنية)
- [[|]] كانتون غلاروس
- غرينادا (حامل الراية البحرية)
- غينيا بيساو
- [[|]] بمقاطعة إمبابورا
- الهند
- العراق
- الأردن
- قالب:بيانات بلد كامتشاتكا كراي
- قالب:بيانات بلد كيدا
- كينيا
- [[|]] مقاطعة Khovd في
- قالب:بيانات بلد كوالا لمبور
- الكويت
- قالب:بيانات بلد ابوان
- قالب:بيانات بلد لارا
- ليسوتو
- ليبيا (من 2011)
- ليختنشتاين
- قالب:بيانات بلد يبيتسك أوبلاست
- [[|]] مقاطعة وخا
- قالب:بيانات بلد مادانغ
- ملقا
- ماليزيا
- قالب:بيانات بلد مارانهاو
- ماريلاند
- ماساتشوستس
- قالب:بيانات بلد ماتو جروسو دو سول
- موريشيوس
- الجبل الأسود
- قالب:بيانات بلد مورمانسك أوبلاست
- ميانمار
- [[|]] الوطنية للمحيطات والغلاف الجوي الإدارة (الولايات المتحدة الأمريكية)
- قالب:بيانات بلد جديد ايرلندا
- قالب:بيانات بلد نيو ساوث ويلز
- قالب:بيانات بلد نيوفاوندلاند ولابرادور
- [[|]] أوكلاهوما سيتي
- فلسطين
- بابوا غينيا الجديدة
- الفلبين
- قالب:بيانات بلد روندونيا
- المملكة المتحدة سلاح الجو الملكي الراية (المملكة المتحدة)
- سابا
- ياقوتيا
- قالب:بيانات بلد Sápmi
- سلوفينيا
- أرض الصومال
- قالب:بيانات بلد جنوب داكوتا
- كوريا الجنوبية
- قالب:بيانات بلد سري لانكا
- السودان
- سوريا
- طاجيكستان
- تنزانيا
- تسمانيا
- توغو
- الإمارات العربية المتحدة
- [[|]] العلم المقترح من جمهورية قبرص المتحدة
- [[|]] مقاطعة UVS
- أوزبكستان
- فنزويلا (العلم المدني)
- زامبيا

## من خمسة ألوان
- ساموا الأمريكية
- قالب:بيانات بلد أنتيغوا وبربودا
- جزر البهاما (حامل الراية المدنية)
- جزر البهاما (حامل الراية البحرية)
- بربادوس (حامل الراية البحرية)
- بونير
- [[|]] العلم البوذي
- كاليفورنيا
- جمهورية أفريقيا الوسطى
- قالب:بيانات بلد شيمبو
- قالب:بيانات بلد تشوكوتكا ذاتية الحكم اوكروج
- جزر القمر
- جاك البحرية من مصر
- مصر (الهواء القوة حامل الراية)
- العلم الرئاسي استونيا (على الأرض)
- العلم الرئاسي استونيا (في البحر)
- إستونيا (حامل الراية البحرية)
- فنلندا (علم الدولة وحامل الراية)
- فنلندا (علم الحرب وحامل الراية البحرية)
- العلم الرئاسي فنلندا
- غيانا
- قالب:بيانات بلد كالينينغراد أوبلاست
- قالب:بيانات بلد كراكالباكستان
- خقاسيا
- قالب:بيانات بلد ميلن خليج
- [[|]] ولاية مون
- موسكو
- موزامبيق
- ناميبيا
- نيفادا
- نيو برونزويك
- كاليدونيا الجديدة
- قالب:بيانات بلد نورث كارولينا
- قالب:بيانات بلد نوفا سكوتيا
- نونافوت
- أونتاريو
- [[|]] مقاطعة Övörkhangai
- قالب:بيانات بلد بينانغ
- البرتغال
- بريمورسكي كراي
- قالب:بيانات بلد رورايما
- صباح
- قالب:بيانات بلد ساندون
- سانت بطرسبرغ
- ساسكاتشوان
- سينت أوستاتيوس
- سيشل
- سوازيلاند
- تركمانستان
- قالب:بيانات بلد جمهورية الصين (1912-1949) (1912-1928)
- أوغندا
- قالب:بيانات بلد فانكوفر
- قالب:بيانات بلد غرب أستراليا
- ياروسلافل أوبلاست
- زيمبابوي

## من ستة ألوان
- أندورا
- النمسا (علم الدولة)
- علم قيادة القوات البرية من كندا
- علم البحرية دوري الكاديت كندا
- قالب:بيانات بلد الشرق بريطانيا جديد
- السلفادور
- أيوا
- خاليسكو
- نوفوسيبيرسك
- قالب:بيانات بلد الألعاب الأولمبية
- جنوب أفريقيا
- جنوب أستراليا
- جنوب السودان
- [[|]] علم قوس قزح (النسخة الحالية)
- فيكتوريا
- واشنطن

## من سبعة ألوان
- كولومبيا (حامل الراية البحرية)
- كونيتيكت
- كرواتيا
- كرواتيا (المدني والدولة الراية)
- كرواتيا (حامل الراية البحرية)
- دومينيكا
- العلم الرئاسي إريتريا
- فيجي (حامل الراية المدنية)
- فيجي (حامل الراية الحكومة)
- فيجي (حامل الراية البحرية)
- هايتي
- كنتاكي
- كراسنويارسك كراي
- مينيسوتا
- الأقاليم الشمالية الغربية
- كوينزلاند

## من ثمانية ألوان
- ألبرتا
- كوستاريكا (علم الدولة)
- غينيا الاستوائية
- فيجي
- فيجي (حامل الراية الجوية المدنية)
- غواتيمالا
- ماغادان أوبلاست
- أوكلاهوما
- جزيرة الأمير إدوارد
- سانتا كروز

## من تسعة ألوان
- فلوريدا
- هندوراس (حامل الراية البحرية) (9)
- هنغاريا (علم الدولة) (9)
- هنغاريا (حامل الراية البحرية) (9)
- إسبانيا (9)
- يوكون

## من عشرة ألوان أو أكثر
- بليز (≥12)
- ديلاوير
- الإكوادور (12)
- غوام
- أيداهو
- إلينوي
- كانساس
- سان مارينو (12)
- مين
- مانيتوبا
- المكسيك (≥16)
- مونتانا
- نيو جيرسي
- نيكاراغوا (10)
- جزر توركس وكايكوس
- يوتا
- فرجينيا